# Hungry Beast
Hungry Beast (à l'origine Projext NEXT  ) était une comédie télévisée australienne et une émission d' actualité diffusée sur ABC Television. 
Le spectacle était un programme d'une demi-heure, structuré comme un hybride entre un programme d'actualité et un spectacle de satire/comédie. Les présentateurs ont initialement reçu une seule instruction éditoriale : « Dites-moi quelque chose que je ne sais pas ». Plutôt que de se conformer à un format strict, la forme finale a évolué aux côtés de l'équipe de présentation qui avait été constituée. En conséquence, avant les débuts du producteur exécutif, Andrew Denton l'a décrit comme inclassable en raison de la nature chaotique de l'œuvre, comparant le format de l'émission à Internet. 
À l'origine, le projet comptait 19 présentateurs, mais la deuxième saison a vu ce nombre réduit à quatre, Kirsten Drysdale, Nicholas Hayden, Dan Ilic et Monique Schafter, bien que certains des autres présentateurs continuent de rapporter à l'écran. Au cours de la deuxième saison de Hungry Beast, les journalistes Ali Russell et Kirk Docker ont été nommés pour un prix Walkley a propos la couverture des affaires autochtones  pour leur histoire sur le Gang of 49. Hungry Beast a également été nommé pour un ATOM Award dans la catégorie Meilleur multimédia et un AFI Award pour le meilleur divertissement léger. 

## Marketing pré-diffusion
Avant le début de la première série, la publicité pré-diffusée de Hungry Beast incorporait la perpétration d'un canular sur plusieurs agences de presse australiennes, dans laquelle ils construisaient un communiqué de presse du fictif Institut Levitt. Le communiqué se referait a un rapport intitulé Détection de tromperie à travers les populations australiennes, qui a examiné la crédulité comparative des personnes dans différents États australiens, et le communiqué a utilisé un site web et des articles Wikipédia modifiés pour soutenir le document. Le canular a été un succès, avec un certain nombre de groupes de médias australiens, y compris l'AAP, diffusant des articles basés sur le matériel. Une fois révélé, le canular a été critiqué par l'AAP qui a déclaré qu'il était « ... déçu qu'une personne ou une organisation se donne autant de mal pour profiter des médias australiens et, finalement, du public australien ».
Hungry Beast a été diffusé les mercredis soir sur ABC1 et répété les jeudis soir sur ABC2. Il était produit par la société de production d'Andrew Denton, Zapruder' Other Films. Des auditions ont eu lieu en janvier 2009  après que l'annonce par l'équipe de présentation au mois de septembre. 
La troisième et dernière saison de Hungry Beast a commencé sur ABC1 le mercredi 23 mars 2011 à 21h30 avec une équipe de production plus petite et plus rationalisée. Dans la saison de 12 semaines, chaque épisode est centre sur un problème spécifique (par ex. Secrets, Waste, Captivity, Faking It, Download, Perfection and Wealth). Les segments réguliers incluent les pops Vox, Follow The Money et The Beast File. 
Le 29 novembre 2011, le producteur exécutif Andrew Denton a confirmé que le spectacle avait été annulé.